# Banco Reserva da África do Sul
O South African Reserve Bank (SARB) é o banco central da África do Sul com 148 metros (486 pés) de altura e 38 andares.